# Гай Ауфидий Викторин (консул 200 г.)
Вижте пояснителната страница за други личности с името Викторин.
Гай Ауфидий Викторин (на латински: Gaius Aufidius Victorinus) е политик и сенатор на Римската империя през края на 2 век.

## Биография
Произлиза от фамилията Алфидии (също и Ауфидии) от Пизаурум в Умбрия. Син е на Гай Ауфидий Викторин (суфектконсул 155 г., консул 183 г.) и Грация, дъщеря на Марк Корнелий Фронтон. Брат е на Марк Ауфидий Фронтон (консул 199 г.).
През 200 г. Викторин е консул заедно с Тиберий Клавдий Север Прокул.